# Microregione di Não-Me-Toque
Não-Me-Toque è una microregione del Rio Grande do Sul in Brasile, appartenente alla mesoregione di Noroeste Rio-Grandense.
È una suddivisione creata puramente per fini statistici, pertanto non è un'entità politica o amministrativa.

## Comuni
È suddivisa in 7 comuni:
- Colorado
- Lagoa dos Três Cantos
- Não-Me-Toque
- Selbach
- Tapera
- Tio Hugo
- Victor Graeff